# Fort Mortier

Le fort Mortier est un fortification du XVIIe siècle située à Volgelsheim, dans le département français du Haut-Rhin.

## Localisation
Cet édifice est situé au port-rhénan à Neuf-Brisach, sur la rive gauche de la rivière Giessen. Propriété de la commune de Volgelsheim, son accès est interdit. Les vestiges sont encore visibles en circulant sur la route D52 à hauteur du silo à céréales du port. 

## Historique
Ville libre d’empire, depuis 1273, Breisach am Rhein (Vieux-Brisach pour les français après la construction de Neuf-Brisach), sur la rive droite du Rhin, était le seul port et point de passage sur le Rhin entre Bâle et Strasbourg. Les premiers ponts datent de 1279 ; ils permettaient d'atteindre une île défendue par un premier ouvrage, l'Italiener Schantze, puis la rive gauche du fleuve où se trouvait le Jacobs Schantze construit en bois, entouré d’une palissade et défendu par des fossés et deux ponts-levis.  
Les 2 forts protégeaient  la porte du Rhin (Rheinthor) de Breisach. Ils furent améliorés par l'Autrichien Johann Bahl, en 1614, puis par l'Alsacien Mörhaüser en 1640. Le Jacobs Schantze était alors un ouvrage à cornes. 
Les traités de Westphalie, de 1648, entrainèrent notamment la prise de possession française du Brisgau. Les forts furent complètement reconfigurés par Vauban. L' Italiener Schantze devint le fort Saint Jacques dit fort des cadets et le Jacobs Schantze, appelé par Colbert, la demi-lune du bout des ponts, prendra le nom de fort Mortier. Une ville fortifiée nouvelle fut construite sur l'île, la ville de paille, nommée officiellement Saint-Louis de Brisach ou Ville neuve de Breisach qui se développa jusqu'à atteindre 500 maisons (1500 habitants).
Les traités de Ryswick (octobre 1697)  rendit au Rhin son rôle de frontière et provoqua la perte des têtes de pont de Huningue et Fort Louis. Plutôt que Strasbourg, Louis XIV préféra restituer Breisach et raser les constructions de l'île : le fort Saint-Jacques et la ville neuve. 
Le fort Mortier fut "retourné" : Alors qu'il défendait l'accès à Breisach, il devint une position avancée de Neuf-Brisach, ville nouvelle fortifiée qui avait été construite à 3 km à l'est et terminée en 1702. Son architecture est adaptée pour  permettre de croiser ses feux avec ceux de la citadelle de Neuf-Brisach et de contrôler les franchissements sur le Rhin. Une pièce d’artillerie pouvait tirer en direction de Neuf-Brisach par dessus le parapet (à barbette).

## Épreuves du feu
Le fort est assiégé durant la guerre de 1870 ; il est touché à plusieurs endroits et fait l’objet de réparations de fortune. Après la guerre, et l'annexion par l'Allemagne, le fort est intégré à la Feste  Neuf-Brisach. En 1910, un poste de TSF y est installé.
En 1940, il est aménagé en casemate d'infanterie-double du secteur fortifié de Colmar de la ligne Maginot, et sera le théâtre de durs combats en 1940 et 1945.

## Architecture
La structure est celle d'une lunette : pentagone avec la gorge et les deux flancs dirigés vers le Rhin, les 2 faces étant orientées vers Neuf-Brisach. Les fossés inondables étaient fermés par deux batardeaux dotés d'un système anti-cheminement (dame). En 1814, l'armement était composé d'une pièce de 12, de 2 mortiers de 10 et de 4 pièces de siège.
Une caserne pouvait héberger 300 hommes et les casemates étaient à l'épreuve des bombes de l'époque.  

Vers la fin des années 1970, le fort Mortier, qui était encore facilement accessible, a servi de champignonnière.  

## Classement
La porte du fort est inscrite, depuis 1932, à l'inventaire des monuments historiques. Elle se situe sur la flanc nord-ouest de la lunette ; elle était surmontée, originellement, d’un ouvrage de commandement, remplacé vers 1909 (annexion allemande), par un local casematé.